# Nº 1

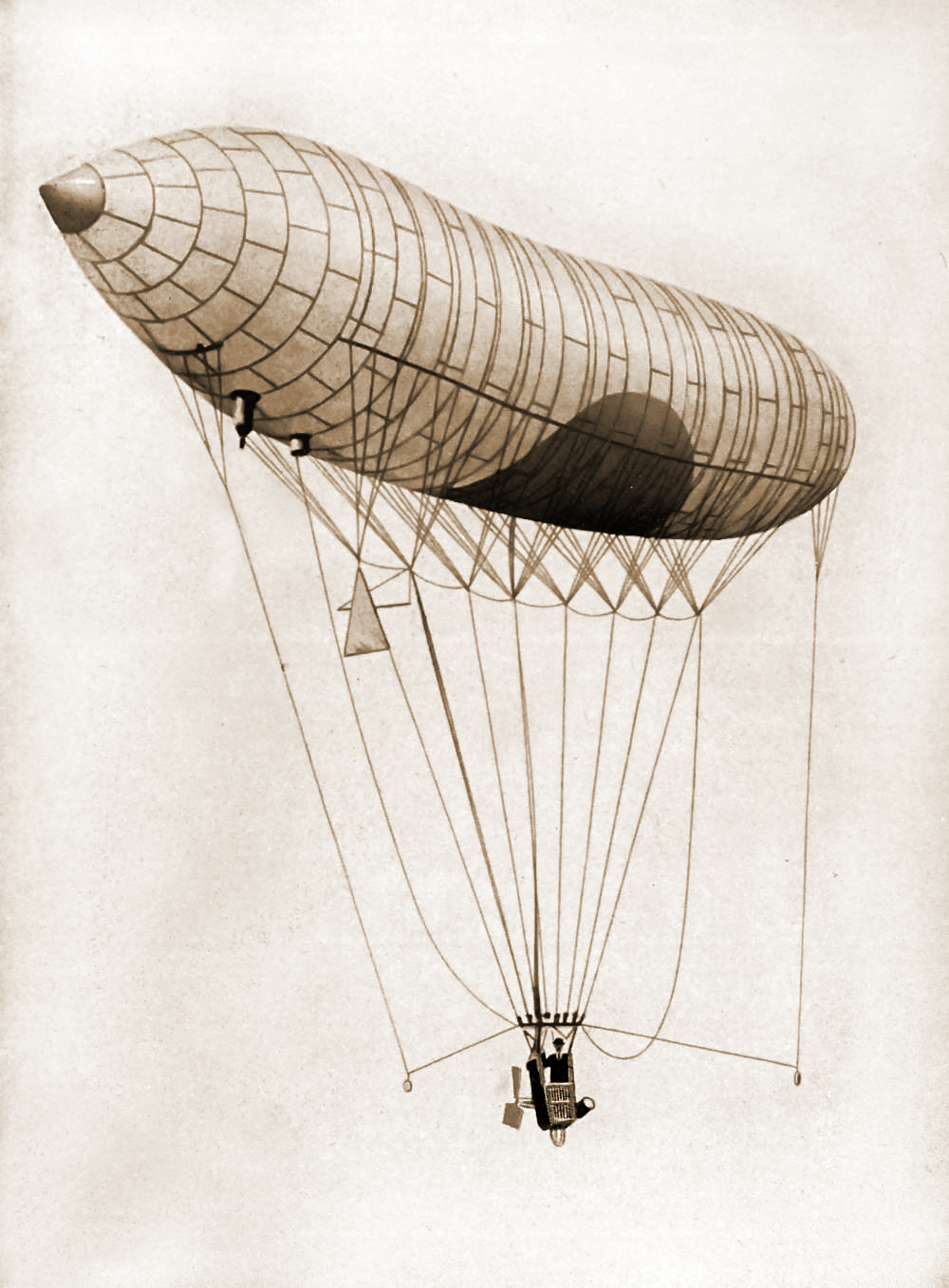
De van Santos-Dumont

De No 1 was het eerste luchtschip van Alberto Santos-Dumont. Het maakte zijn eerste proefvaart op 18 september 1898. Na enkele vaarten werd het schip gesloopt.
Het luchtschip werd voortgestuwd door een zelfgeconstrueerde verbrandingsmotor, en om geen last te hebben van de uitlaatvonken, werd de gondel met extra lange touwen aan het luchtschiplichaam vastgemaakt. De eerste proefvaart werd op 18 september 1898 in de Jardin des Plantes in Parijs gemaakt. De hoogtebesturing regelde hij met zandzakken die hij naar believen naar voor en naar achter kon verplaatsen, en om het luchtschip in vorm te houden gebruikte hij (in plaats van een ballonnet) een luchtpomp, die lucht in het ballonlichaam pompte. Dit kwam natuurlijk de nuttige lading niet ten goede. De zijdelingse besturing van het luchtschip geschiedde door een zeildoek. Op die rustige septemberdag vertrok het schip, beschreef een paar rondjes en achtjes en bereikte de hoogte van 300 meter.
Na de eerste vaart en de tweede vaart, twee dagen later, had Santos-Dumont de volgende conclusies klaar; de luchtpomp functioneerde niet naar behoren, zodat het ballonlichaam sterk vervormde. Bovendien vermengde hij te veel lucht met waterstof, zodat het schip minder draagvermogen had. Na enkele vaarten werd het schip afgeschreven en begon hij aan zijn No 2.
| Gasvolume: | 180 m³ waterstof |
| Lengte:    | 25 m             |
| Diameter:  | 3½ m             |
| Gebruik:   | experimenteel    |